# Kovčing
Kovčing ali metoda individualnega usmerjanja (angleško coaching) je sodelovalen, k rešitvam in rezultatom usmerjen sistematičen proces, v katerem usmerjevalec (kovč, angleško coach) klienta spodbuja k pridobivanju izkušenj, samostojnemu učenju in osebnostni rasti.

## Definicija kovčinga
Kovčing posameznika uči ciljno usmerjenega mišljenja, postavljanja relevantnih ciljev in efektivne strategije, ki vodi do njihove uresničitve. Sama beseda kovčing izhaja iz srednjeveške besede ˝coche˝, ki pomeni voz (nošenje, prenos). To je pomen kovčinga in kovčeve vloge še danes: pomagati klientu, da prepotuje pot iz začetnega stanja v želeno stanje. Kovčing je kot učinkovita metoda soočanja s spremembami in učenja na svetu na svetu prisoten že več kot 40 let, v poslovnem svetu 20 let, na Slovenskem pa okrog 10 let.
Kovčing je interaktivni proces, strategija ter strokovna pomoč, ki pomaga posameznikom in podjetjem, da s pomočjo lastnega miselnega procesa in razvoja dosežejo takojšnje izboljšave. V kovčingu se vse bolj uveljavljajo različni psihološki pristopi. Ti prinašajo svoje načine dela in koncepte razmišljanja. Uporabljamo jih za razvoj človeških potencialov in ne le za zdravljenje njegovih motenj, izhajajo pa iz pozitivne psihologije.
Definicije kovčinga so precej raznolike. Nekateri avtorji poudarjajo pomen namernih učinkov, drugi način dela. Grant na primer kovčing razume  kot sodelovalen, k rešitvam in rezultatom usmerjen sistematičen proces, v katerem kovč spodbuja klienta k pridobivanju izkušenj, samostojnemu učenju in osebnostni rasti ter pripomore k izboljšanju delovne učinkovitosti. Proces omogoča obogatitev življenjske izkušnje, delovnega učinka in dobrega počutja za posameznike, skupine in organizacije, ki nimajo klinično pomembnih težav z duševnim zdravjem ali neobičajno visokega nivoja stresa.
Mc Leod pravi, da je kovčing sestavljen iz treh ključnih elementov: rabe tišine, rabe vprašanj in rabe izzivov. J. Rogers pa kovčing opisuje: ˝Kovč dela s klienti, da bi se pospešila ali povečala učinkovitost v zasebnem in poslovnem življenju s pomočjo usmerjenega učenja.˝ Mednarodna zveza kovčev (International Coach Federation-ICF) opredeljuje kovčing kot interaktiven proces in partnerstvo s klientom, v katerem kovč z uporabo posebnih tehnik sproži miselne in ustvarjalne procese, ki klienta navdihujejo za maksimiranje osebnih in profesionalnih potencialov. Gallway pa kovčing opisuje kot umetnost ustvarjanja okoliščin-z razgovorom in načinom obstoja-ki bo olajšala proces uspešnega napredovanja k želenim ciljem.
Skupno vsem definicijam je predpostavka o odsotnosti resnih mentalnih problemov klienta. Skupne točke so tudi prepričanje, da klient poseduje vse zmožnosti ; da se želi vključiti v iskanje rešitev; in da je kovčing kot aktivnost usmerjen na izide, ki predpostavljajo samousmerjajoče učenje s skupnim postavljanjem ciljev, ˝viharjenjem možganov˝ in načrtovanjem aktivnosti.

## Osnovni kovčing principi
Po Mednarodni zvezi kovčev so osnovni kovčing principi sledeči:
- Prejemnik kovčinga se vidi kot sposobnega; kot posameznika, ki lahko razpolaga s svojimi zmožnostmi in je zmožen reševati svoje probleme.
- Posameznik si želi nekaj spremeniti in postati bolj učinkovit. Obstaja močan namen za dosego ciljev in povezanost z načrtovanim delovanjem.
- Vsebino kovčinga določa klient, proces mora podpirati njegovo vsebino.
- Delovni odnos med kovčem in prejemnikom je sodelovalen in enakopraven. Kovč se omejuje pri vrednotenju vedenja.
- Vloga kovča je pomoč pri razvoju učinkovitosti prejemnika kovčinga, prepuščanju, da sam najde pot do odgovorov in tako osvobaja svoje spretnosti, postavljanju prodornih vprašanj. Načeloma ne daje nasvetov. Zanaša se predvsem na metodi opazovanja in podajanja povratnih informacij.
- Kovč zagotavlja strukturo, vodenje in podporo z namenom pomoči prejemniku kovčinga. Posameznika vodi skozi:
  - pregled trenutnega stanja;
  - zastavljanje ustreznih vprašanj in dosegljivih ciljev, ki temeljijo na njihovi lastni naravi in potrebah;
  - učenje neprestane refleksije svojega delovanja in izmenjave povratnih informacij z drugimi
- Kovč pomaga pri ozaveščanju, kaj izboljšuje učenje in razvoj. Spodbuja tudi samousmerjanje in samoupravljanje posameznika.
- Kovčing je usmerjen v celotno osebo.[2]

## Področja kovčinga
Kovčing se širi na številna področja: šport, izobraževanje, osebno življenje, zdravje, delovno mesto, itd. Toda čeprav je usmerjen v razna področja in obstajajo različne oblike, bi lahko aktivnost kovčinga uvrščali v tri splošne nivoje: kovčing spretnosti, kovčing delovanja in razvojni kovčing. Kovčing spretnosti je lahko kratkotrajen in zahteva od kovča osredotočenost na specifična vedenja. Kovčing delovanja se osredotoča na strankino učinkovitost v trenutni situaciji, na procese, s katerimi bi lahko dosegel cilje, premagoval ovire, ter na vrednotenje in opazovanje delovanja. Razvojni kovčing se osredotoča na raziskovanje in izboljševanje kompetenc, potrebnih za delo ali vlogo. Pogosto je povezan s prehodi, prestrukturiranjem in tehnološkimi spremembami v organizaciji.
Razsežnosti kovčinga so različne. Kovčing uporablja metode in tehnike iz drugih disciplin, kot so sociologija, nevroznanost, karierno svetovanje, ipd. Te metode uporablja z namenom, da ljudem pomaga odkriti in doseči osebne cilje. Kovči imajo lahko diplomo oziroma so se izobraževali na področju psihološkega svetovanja, hipnoze, analize sanj, marketinga, nevrologije in ostalih podobnih disciplin. Ni pa nujno, da so kovči terapevti, svetovalci, športni vaditelji ali pa poslovni analitiki.

### Življenjski kovčing
Življenjski kovčing je metoda, ki posamezniku pomaga, da določi in uresniči svoje osebne cilje. Predstavljen je kot aktivnosti, ki pomagajo posamezniku izpolniti njegov potencial in ga ciljno usmeriti k doseganju boljših rezultatov v vsakodnevnem življenju. Kovč s pomočjo sposobnosti opazovanja in spretnosti, ki jih ima, pomaga posamezniku na poti do uresničitve osebnih ciljev.

### Poslovni kovčing
Gre za kovčing, ki poteka na delovnem mestu in se osredotoča na razvoj posla. Sem lahko uvrstimo tudi organizacijski kovčing, ki je bolj namenjen večjim delovnim organizacijam. Svetovno združenje poslovnih kovčev (WWABC) je definiralo poslovni kovčing kot strokovno usmerjeno dejavnost. Izkazal se je kot učinkovit pripomoček pri specifičnih težavah podjetja in kulturnih spremembah, pa tudi kot del različnih programov usposabljanja zaposlenih. Ko je kovčing vpeljan kot del spremljanja oziroma nadaljevanja programa usposabljanja, se slednje izkaže kot bolj učinkovito. Lahko gre za krajši ali daljši proces, katerega intenzivnost se prilagodi glede na potrebe naročnika. Varira od dvodnevnih kovčing intervencij za dvig motiviranosti članov tima do implementacije kovčinga kot orodja za razvoj vodstvenih veščin.

### Izvršni kovčing
Gre za pogosto uporabljeno strategijo znotraj poslovnega ali organizacijskega kovčinga. Uporablja se kot pomoč pri razvoju in maksimiranju potencialov vodstva, da bi ti še bolj učinkovito opravljali svoje delo. Ključno pri tem je, da gre za kovčing ena na ena, ki omogoča posamezniku osebnostni razvoj, postavljanje realnih ciljev, razvoj kompetenc in sposobnosti za uspešnejše delo v podjetju. Običajno ga izvaja zunanji coah, sa lahko deluje objektivno in nepristransko. Kovčing te vrste pa sicer lahko predstavlja tveganje za organizacijo, saj lahko klient tekom kovčinga ugotovi, da si želi nekaj povsem drugega in razmišljati o spremembi zaposlitve. Izvršni kovčing je primeren v primerih, ko se obeta velika sprememba v podjetju in vodstvo potrebuje pomoč pri implementaciji sprememb; ko želi delovna organizacija razviti vodstvene veščine pri vodstvenem kadru; ko timi ne dosegajo zastavljenih ciljev; ko se razvijajo nove vloge ali ustvarjajo nove poslovne ideje.

### Športni kovčing
Športni kovč mora biti sposoben ne le učiti specifične veščine, ampak mora imeti tudi določeno znanje, sploh s področja psihologije motivacije in učenja. Le tako lahko zagotovi maksimalen učinek.

### Finančni kovčing
Finančni kovčing je usmerjen k pomoči klientom, da dosežejo svoje finančne cilje in finančni plan, ki so si ga zastavili.

### Karierni kovčing
Karierni kovč mora imeti določena strokovna znanja in izkušnje glede usmeritve in procesov, ki omogočajo osebi, da nadaljuje izbrano karierno pot.

### Ločitveni kovčing
Ločitveni kovčing je fleksibilen, k cilju usmerjen proces. Zasnovan je z namenom, da usmerja, podpira in motivira ljudi skozi ločitev in jim pomaga sprejeti najboljše možne odločitve za njihovo prihodnost, pri tem upoštevajoč njihove interese, potrebe in cilje. Ločitveni kovči imajo različne izobrazbe in se jih izbere glede na individualne potrebe posameznika, ki kovčing potrebuje. Kovči so lahko na primer finančni načrtovalci, odvetniki, strokovnjaki za mentalno zdravje ter mediatorji, ki imajo s tem izkušnje.

### Osebni kovčing
Osebni kovčing je zasnovan na odnosu med klientom in kovčom. Izvajan je glede na klientove interese, cilje in poglede. Kovč pri tem uporablja povpraševanje, refleksijo, zahteve in diskusijo. S temi metodami klientu pomaga identificirati osebne, poslovne in odnosne cilje. Nato skupaj s klientom zastavita načrt in dejanja, potrebna za doseganje teh ciljev. Pri osebnem kovčingu je klient tisti, ki aktivno deluje, kovč ga pri tem le spodbuja in usmerja.

Poleg zgoraj naštetih področij kovčinga, poznamo še:
- ADHD kovčing (zasnovan za pomoč pri spoprijemanju z vsakdanjim življenjem posameznikom ter bližnjim posameznikov z ADHD motnjo);
- sistemski kovčing;
- konfliktni kovčing;
- kovčing za posameznike, ki so bili v vlogi žrtve;
- krščanski kovčing;
- kovčing za etiko in moralo.[1]

## Vloga kovčinga pri ustvarjanju organizacijske energije
Organizacijska energija izraža mobilizacijo kognitivnega, intelektualnega, čustvenega in vedenjskega potenciala podjetja, njen smer ter intenziteta pa določa štiri stanja energije:  produktivna energija, energija udobne inertnosti, korozivna energija in energija ravnodušne inertnosti, ki morajo biti za uspešno preobrazbo podjetja v določenem sorazmerju. Ustvarjanje in upravljanje optimalnega stanja organizacijske energije od vodje zahteva več stopenj.
1. stopnja: proaktivno merjenje organizacijske energije: vodja mora najprej razumeti, izmeriti in diagnosticirati energetsko stanje v podjetju oziroma na oddelku. Merjenje OE in izrabe potencialov se priporoča vsaj enkrat na leto.
2. stopnja: mobilizacija energije: vodja mora mobilizirati energijo okrog temeljnega cilja oziroma prioritete vseh v podjetju. Tu je pomembno predvsem medsebojno zaupanje in spoštovanje. 
3. stopnja: odločen boj proti koroziji: vodja se na tej točki spopade z destruktivnimi in negativnimi silami. 
4. stopnja: upočasnjevanje: pri tej stopnji vodja poskrbi, da zaposleni v podjetju ne tonejo v kolektivno izgorevanje in ne delujejo na robu zmogljivosti.

### Model kovčing za upravljanje organizacijske energije in osebne energije vodij
Model je uporaben tako pri timskem kot tudi pri individualnem kovčingu. Model je krožne narave, kar pomeni, da se iz polja 4 vrnemo na polje 1 in tam znova ocenimo razmere.
(PRETEKLOST) 1. Trenutno stanje organizacijske energije in diagnoza osebne energije.
(RAZISKOVANJE) 2. Iskanje ustreznih strategij za uravnoteženje organizacijske energije. Iskanje virov za upravljanje osebne energije. 
(OBLIKOVANJE) 3. Eksperimentalno preizkušanje strategij. Trening upravljanja osebne energije (Energetski kovčing)
(PRIHODNOST) 4. Implementacija in evalvacija strategij. Implementacija in evalvacija osebne energije vodij. 
Upravljanje OE pomeni upravljanje človeških virov podjetja, upravljanje osebne energije pa pomeni upravljanje osebnih virov.

## Pristopi in modeli kovčinga
Van Kessel navaja naslednje pristope: ontološki pristop, integrativni model, psihodinamski in sistemski pristop, behavioralni pristop, kognitivno-behavioralni okvir, razvojno kognitivno behavioralni, model izkustvenega učenja, Adleriansko perspektivo. Pristopov je torej mnogo, kar od kovča zahteva, da se spozna na te pristope in jih ustrezno prilagaja glede na želje in potrebe stranke..

### Najbolj poznani in uporabljani modeli kovčinga
-model GROW: uporabljen je pri identificiranju težave, njenem reševanju, pojasnjevanju ciljev, sprejemanju odločitev in podobnem. Sestavljen je iz 4 korakov: cilj, trenutne razmere, možnosti in dejanja;
-model I CAN DO: različica GROW modela, najpogosteje uporabljena pri poslovnem kovčingu. Kovč s stranko analizira situacijo, določi cilj, alternative za rešitev, rok rešitve, naslednji korak;
-transformacijski model: to je obsežen komunikacijski proces, kjer je kovč kot vodja, ki klienta izziva in podpira, da postaja učinkovitejši;
-petstopenjski model FLOW: iz petih korakov: vzpostavitev odnosa, zaznavanje odprtosti, opazovanje in ocenjevanje, aktivna vključitev klienta v proces, pogovor kovčinga;
-model SOS: osredotočen na klientovo preteklost in prihodnost, sestavljen iz treh korakov: situacija, drugi, jaz;
-metoda ADAPT: ocena trenutnega stanja, razvoj načrta, delo s konkretnim načrtom, nadzor napredka ter ˝povej in vprašaj˝;
-model ACE: orodje za samoopazovanje vedenjskih reakcij; 
-SOLUTION FOCUSED model: osredotoča se na iskanje rešitve. Cilji in problemi so določeni praktično.
Sami po sebi so modeli neuporabni, če jih ne dopolnjujemo z različnimi metodologijami.

## Kovč

### Akreditacija kovča
Van Kessel opisuje kovča kot strokovnjaka pri uporabi metodologije kovčinga in kot tistega, ki dobro razume klientove dileme in kontekst. Poleg tega ima strokovna znanja in ve, kako jih najbolje uporabiti v odnosu, ki ga vzpostavlja v kovčing procesu.
V zadnjih letih je nastalo nekaj strokovnih zvez, ki vzpostavljajo strokovne standarde za svoje člane, kar daje nekakšno zagotovilo kvalitetnega kovčinga. Te so naslednje: International Coach Federation (ICF), International Institute for Coaching (IIC), Association for Coaching (ASC) in Worldwide Association for Business Coaching (WABC).

### Izobrazba kovča
Številne raziskave potrjujejo, da je predhodna izobrazba kovčev zelo raznolika. Grant in Zackon sta v svoji raziskavi ugotovila, da so kovči izhajali iz različnih strokovnih področij: svetovalci, učitelji, managerji, upravniki, trgovci.
Kompetenten kovč je fleksibilen pri delu s klienti in je zmožen svoje kompetence uskladiti s potrebami in načinom funkcioniranja specifičnega klienta.
Dexter s sodelavci je oblikoval seznam vprašanj, na katera mora kovč poznati odgovor:
- Kaj pomeni kovčing in kako se razlikuje od drugih dejavnosti, ki učijo in nudijo pomoč?
- Kako poteka proces in kateri modeli podpirajo vlogo kovča?
- Kam spada kovčing v širšem razvojnem procesu?
- Katere osebne in profesionalne kompetence mora razviti klient?
- Kako se ljudje odzivajo na spremembe?
- Kako se ljudje učijo in kako prilagoditi kovčing različnim učnim stilom?
- Kakšne so meje in omejitve lastne prakse?

Kovč, ki želi s prejemnikom kovčinga ustvariti dobre odnose, mora pri sebi negovati: fleksibilnost, stabilnost, ravnotežje, povezanost in sposobnost odpuščanja. To je možno, ko je v stanju ˝COACH˝: centriran, odprt, navzoč z zavedanjem, povezan, drži niti v rokah.